# 諸星エミリー
諸星 エミリー（もろぼし えみりー、1993年10月21日 - ）は、日本のAV女優。C-moreエンターテイメント所属。

## 略歴・人物
東京都出身。2015年9月、アダルトビデオメーカー・マックス・エーの専属女優「星井 笑（ほしい えみ）」としてデビューした巨乳AV女優。所属事務所はバンビプロモーション。
2016年6月7日にツイッターで引退を発表。しかし、2017年4月11日に「諸星エミリー」としてツイッターを開始し、改名とC-moreエンターテイメントに所属して活動を再開することを報告。

## 出演作品

### アダルトDVD

#### 「星井笑」名義
2015年
- 新人 Debut! 噂のG-Body（9月11日、マックス・エー）
- DATE A VIRTUAL デート・ア・バーチャル Gカップ胸キュンデート（10月9日、マックス・エー）
- OL制服狩り 標的のGカップ（11月13日、マックス・エー）
- 不法侵乳G（12月11日、マックス・エー）

2016年
- 狙われたG-cup女子大生 痴漢の餌食 痴漢電車に巣食う魔手（1月8日、マックス・エー）
- 枕営業、始めました。 〜レースクィーンの裏顔〜（2月12日、マックス・エー）
- マジックミラー号 どうしても卒業できなかった童貞救済シリーズ 「無料マッサージ体験をしませんか?」と声をかけた有名お嬢様学校に通う清楚な女子大生を童貞君が電マで8回絶頂激イカセ!意識が飛んでいる間に童貞チ○ポをこっそり挿入!（3月17日、SODクリエイト）他出演:星崎みゆう、今村加奈子
- 生中出し若妻ナンパ! 16（3月25日、S級素人）他出演:美咲かんな、星あんず、有賀ゆあ、芦川芽依
- まんハメ検証隊 噂のナンパスポット本当にヤレるのか!? 検証しました。 File.01（4月1日、プレステージ）他出演:峰エリ、日乃本亜美、結月せいら、日比乃さとみ ほか
- アルコール90°ウォッカ加湿器混入&個人輸入 媚薬直接塗込発情し過ぎたデリ嬢に本番中出し（4月1日、DOC）他2名出演
- 媚薬混入ウォーターサーバーで知らぬ間に発情し手当たり次第男に生中出しを求める美人淫乱OL（4月1日、DOC）他出演:後藤早希、瀬田奏恵
- 顔出し!女子大生限定マジックミラー号 徹底検証!リア友の素人大学生がMM号に2人っきりで初めての相互オナニー♥ 恋人にも見せたことのない公開オナニーで火照り出した友達を間近で見てしまった2人は友情よりも性欲を選びSEXをしてしまうのか? in池袋（4月7日、ディープス）他出演:美咲かんな ほか
- 街行くベビーカー妻ナンパ! 〜感度が上がった人妻GET〜（4月20日、DOC）※「まき」名義　他出演:みづき、あい、さちこ、れいこ、かな、ひとみ、ゆり、エリカ
- 巨乳女医限定!! 派遣型中出しメンタルクリニック 2（5月13日、BAZOOKA）他出演:折原ほのか、芹那ゆい、桂希ゆに、白石みお
- 勤務中隙だらけ! パンチラOL楽勝ナンパ!!（5月13日、S級素人）他出演:今井すみか、相原翼、桂希ゆに、折原ほのか
- 女を変えるこの快楽…ッ!! 1ヶ月間禁欲した女に、「ポルチオイキ」「媚薬オイルマッサージ」「催眠洗脳」で本気イカセ。10回射精しても終わらないエクスタシー Vol.4（5月13日、HERO）
- カメリアコンプレックス 現代の奴隷と呼ばれる裏風俗で働く女（5月13日、&RiBbON）※「えみ」名義
- 内緒で本番OKのデリヘル嬢にバックで突いている最中に、こっそりゴムを外して生ハメしたら超敏感に!激しいSEXの快感で痙攣しながらイキまくる淫乱女に中出し!（5月26日、アイエナジー）他出演:真木今日子、青葉優香
- 完全女体観察4時間スペシャル 2（5月27日、S級素人）他出演:若槻みづな、霧島さくら、河音くるみ、仲村えれな、あおいれな、那月めい、翼りおん、逢沢るる、三原ほのか、遥とわ、吉川あいみ、美咲かんな、広瀬うみ、芦川芽依、有賀ゆあ、柿谷ひかる、小西架純、椎名そら、波木はるか ほか
- 今話題の「出張キャバ」AVスタジオにガチで呼んだ件（5月27日、SCOOP）他出演:真白愛梨、藤沢亜美、美雪さくら、江上しほ
- 催眠性交 女子アスリートの剥き出しの性欲 バスケ部編（6月1日、ジャンヌダルク）
- 原色美女アスリート バスケット歴12年の性なるドリブル（6月9日、AKNR）
- 120％リアルガチ軟派伝説 vol.37 in千葉（6月10日、プレステージ）※「あずさ」名義　他出演:りか、りさ、ゆうこ、あいか、のぞみ
- 常に焦らす寸止めメンズエステ チ○ポを焦らして焦らし続けることで下半身のリンパの流れを促し、大量発射に導くメンズエステ（6月23日、アイエナジー）他出演:真木今日子、青葉優香、星崎みゆう、早川沙梨
- 羞恥! イタズラ温泉 2016 騙された巨乳素人娘（6月23日、サディスティックヴィレッジ）共演:さとう愛理　他出演:西条沙羅、あかね杏珠
- 田舎通学バス、お嬢様女子校生を痴漢しながら『騒いだらレイプするぞ』と脅して連れ出し、結局最後は中出しレイプ（6月23日、サディスティックヴィレッジ）他出演:さとう愛理、西条沙羅、あかね杏珠
- バレたら罰金100万円!! 都内デリヘル完全攻略!! 海外から仕入れてきた怪しいギン勃ち間違い無しの勃起薬を飲んで2回戦でも勃起見せつけたら生中出しは可能なのか徹底検証!! PART3（6月24日、SCOOP）他出演:真白愛梨、夏希みなみ、芦屋玲美、跡美しゅり
- 陸上部日焼け少女睡眠薬強姦投稿映像（6月24日、青空ソフト）他出演:あやね遥菜、唯川千尋
- 禁断介護（7月7日、グローリークエスト）
- マジックミラー人妻不倫リサーチ 「酔うと急に色っぽくなる妻が心配で…」居酒屋で相席になった男性が妻を酔わせデカチンを握らせたら、鼻息が荒くなり旦那がいることも忘れ、チ○ポにむしゃぶりつくのか!?（7月7日、SODクリエイト）他出演:柳美和子 ほか
- ギャルだらけの4姉妹と両親が居ない実家で毎日子作り中出しSEX（7月8日、BAZOOKA）共演:乙葉ななせ、双葉ゆきな、NOA
- 毎日学校でイジメられているボクは何日間か仮病で休んでいると、クラスのイジメっ娘たちが自分たちのせいで不登校になっているのではとビビって様子を見に来た。顔も見たくなかったけど、イジメられている事実を学校に報告すると言ったら彼女たちの態度が激変! なんでも言うことを聞いてくれると言うので、調子に乗ってオッパイが見たいと言うと最初は躊躇してたけど、1人が脱ぎ出すと負けじと他の2人も脱ぎ出す事態に! さらに思い切ってチ○ポを舐めてほしいと言うと、3人で我先にと取り合いになっていました。 最後は頼んでもいないのに中出しまでさせてくれて、もう気分は王様です。（7月19日、Hunter）他出演:ひなたりこ、花咲いあん ほか
- 地味で大人しい女子がハマる女性用回春中出しマッサージ（7月19日、マッサGoGo!!）他出演:跡美しゅり、宮崎あや、広瀬うみ
- 一般男女モニタリングAV マジックミラーの向こうには愛する旦那(=むすこ)! ずっとヤリたいと思っていたむすこの嫁と義父が過激ミッションに挑戦! 「息子がダメなら俺が…!」 妊娠活動中で色気が増した嫁の巨乳に触れて勃起したまだまだ元気なギンギン義父ち○ぽは禁断の横取り中出しSEXしてしまうのか!? 2（7月21日、ディープス）他出演:瀬田奏恵 ほか
- 頭は真っ白、イキまくりの2泊3日! 初めてのスワップ温泉旅行 巨乳の俺カノと、幼児体型の友カノを交換して泥酔セックス（8月1日、FAプロ）共演:新倉このみ
- ヤレる人妻回春マッサージ10 中出し交渉盗撮（8月1日、変態紳士倶楽部）他出演:三喜本のぞみ、大場ゆい、成宮みこと、あんざい沙世
- 全裸放置・羞恥拘束で脱出不能 身動きできない女子高生に助けを求められたら貴方は犯さずにいれますか?（8月6日、ナチュラルハイ）他出演:桜ちなみ、涼海みさ
- ノーブラ乳首とパンモロ尻で僕を惑わす従姉妹たちと過ごしたエッチな休日。（8月6日、SWITCH）共演:美咲かんな、夏希みなみ、仁美まどか、あゆな虹恋
- ボンデージフェティシズム（8月7日、Be Free）
- 素人限定! 目指せ賞金100万円! ぬるぬる!スケスケ! 着衣ローション相撲（8月19日、ATOM）他出演:星空もあ、ひなたりこ、黒瀬萌衣、逢沢るる ほか
- 超!素人動画★中出し若妻編（8月26日、S級素人）他出演:逢沢るる、香純あいか
- ギャル専門デリヘルを自宅に派遣してみると「あれ…この子どっかで見たことがある…」。問い詰めてみれば「お願いだから誰にも言わないで…」と泣きそうな顔で懇願してきたので弱みを握り抵抗することのできない嬢にドップリ生中出しまでしちゃいました!（8月26日、SCOOP）他出演:乙葉ななせ、霧嶋りお、NOA
- 田舎のお嬢様学校の女子校生をさらって生ハメ! 射精直前に「お前より可愛い娘を今すぐ電話で呼ばないと中出しするぞ」と脅して友達を連れてこさせて結局全員にナマ中出し!スペシャル2（9月1日、サディスティックヴィレッジ）他出演:早川瑞希、仲村えれな、道重咲、森はるら、天音ありす、あかね杏珠、ルロア・クララ、大沢莉奈、椎名そら ほか
- 募集ちゃんTV × PRESTIGE PREMIUM 07（9月9日、プレステージ）他出演:穂高結花、夏希みなみ、原美織

#### 「諸星エミリー」名義
2017年
- 新体操部員のハミパンレオタードに発情した俺 2 (7月6日、アキノリ) 他出演:佳苗るか、涼宮琴音
- 水着素人ガチ軟派 in湘南ササンビーチ (7月14日、S級素人) 共演:天野美優、須永ひより
- 扇風機で涼むTバックのパンチラ女子に発情した俺 2 (8月1日、アキノリ) 他出演:五十嵐星蘭、小野寺梨紗
- 拘束されて身動き取れない女とやっちゃった俺 (8月10日、アキノリ) 他出演:心花ゆら、小野寺梨紗
- 焦らして焦らして焦らしまくるトリプル巨乳性保レディーの肉弾接待!! Millionスペシャル!! (8月11日、ケイ・エム・プロデュース/Million) 共演:本田岬、早川瀬里奈

### イメージDVD

#### 「星井笑」名義
- 『AV無理』（2015年8月1日、未満）
- Emi Smiley Star（2015年9月10日、REbecca）

### 写真集
- 原寸大おっぱい図鑑 Ecstasy（2017年11月17日、一迅社　撮影：須崎祐次）Gカップ担当[5]